# Until We Rich
Until We Rich è un singolo del rapper statunitense Ice Cube, pubblicato nel 2000 come estratto dall'album "War & Peace Vol. 2 (The Peace Disc)". Vi ha partecipato Krayzie Bone, celebre rapper del gruppo Bone Thugs-n-Harmony.

## Informazioni
La canzone non ha debuttato all'interno della classifica Billboard Hot 100, bensì ha raggiunto la posizione n.50 nella Hot R&B/Hip-Hop Songs.
Il testo, scritto dagli stessi Ice Cube e Krayzie Bone, trasmette il messaggio che le cose più importanti nel mondo sono la salute e la vita. Tutte le strofe sono rappate da Ice Cube, mentre il ritornello è cantato da Krayzie Bone.

## Posizioni in classifica
| Classifica (2000)                     | Posizione massima |
| ------------------------------------- | ----------------- |
| Billboard Hot R&B/Hip-Hop Songs (USA) | 50                |